# Людовик VIII Лев
Людовик VIII Лев (фр. Louis VIII; 5 вересня 1187 — 8 листопада 1226) — французький король (1223-1226) з династії Капетингів, син короля Філіпа ІІ та його першої дружини Ізабелли I (графині Артуа).

## З біографії
Людовик VIII став королем Франції в 1223 році. Зійшов на престол як перший спадковий король Франції. До нього зберігалася виборність королівської влади, хоча Капетинги обходили це положення тим, що король коронував свого спадкоємця ще при своєму житті і робив співправителем, а феодалам залишалося тільки затверджувати вибір короля. При Людовику VIII принцип незалежності королівської влади від феодальних виборів отримав формальне юридичне підтвердження, відбулося розділення королівського домену між спадкоємцями, яким були виділені апанажі. Людовик VIII продовжував політику Філіппа II Августа. За результатами двох успішних походів в 1224 і 1226 роках він приєднав до домену Тулузьке графство і частину земель на узбережжі Середземного моря. Людовик відвоював у англійців Пуату, Перигор і ряд інших французьких територій. У 1226 році він очолив похід проти альбігойців. По поверненню в тому ж році у Париж Людовик захворів на дизентерію і помер від неї 8 листопада у Шато де Монтпенсьє.

## Сім'я
Дружина — Бланка Кастильська (1188—1252), кастильська принцеса з Бургундської династії, дочка короля Кастилії Альфонсо VIII та його дружини Елеонори Плантагенет.
Діти:
- Дитина (до 1209) — роки життя, стать невідомі. Померла в грудному віці.
- Бланка (1205 — ?) — померла в грудному віці.
- Агнеса (1207 — ?) — померла в грудному віці.
- Філіпп (9 вересня 1209 — до липня 1218)
- Альфонсо (26 січня 1213) — старший брат-близнюк Іоанна. Помер одразу після народження.
- Іоанн (26 січня 1213) — молодший брат-близнюк Альфонсо. Помер одразу після народження.
- Людовик (25 квітня 1214 — 25 серпня 1270) — король Франції з 8 листопада 1226 по 25 серпня 1270; очолював сьомий та восьмий хрестові походи (під час останнього він помер), що закінчились провалами. Єдиний з королів Франції, зарахованих до святих римською церквою.
- Роберт (25 вересня 1216 — 8 лютого 1250) — граф Артуа з 1237 по 8 лютого 1250.
- Іоанн (21 липня 1219 — 1232) — граф Анжу і Мен. Помер підлітком.
- Альфонсо (11 листопада 1220 — 21 серпня 1271) — граф Пуатьє.
- Філіпп Дагоберт (20 лютого 1223 — 1232).
- Ізабелла (березень 1225 — 23 лютого 1270) — католицька свята.
- Стефан (27 грудня 1225 — листопад 1226) — помер немовлям.
- Карл (21 березня 1227 — 7 січня 1285) — народився через 4 місяці після смерті батька. Засновник Анжу-Сицилійської династії, король Сицилії в 1266—1282, Неаполя з 1266, граф Анжу і Мена з 1246, граф Прованса і Форкальк'є з 1246, титулярний король Єрусалиму з 1277, король Албанії з 1272, князь Ахейський з 1278[1].